# 国鉄ヌ100形客車
ヌ100形は、かつて日本国有鉄道（国鉄）に在籍した事業用客車（暖房車）である。

## 概要
北海道などでは、客車と貨車を混結した混合列車が数多く運転されていた。しかし、列車防護の観点や途中駅での入換の関係上、機関車の次位に貨車が連結されることが多く、この場合、機関車から客車への暖房用蒸気の供給ができなくなる。そのため、客車には客室内に石炭ストーブが設置されていたが、1 - 2両ならともかく4 - 5両ともなると、ストーブを管理する車掌の負担も大きくなり、また、車内で火を扱うため、防火の観点からも問題であった。そこで、国鉄札幌鉄道管理局では、2軸車掌車に暖房用ボイラーを搭載し、客車への暖房用蒸気を供給するアイディアが考え出された。この構想によって1951年（昭和26年）から簡易暖房車として製作されたのが、本形式である。

## 第1次製作
種車となったのは、有蓋緩急車のワフ25000形で、改造は苗穂工場で実施された。改造内容は、種車の車体を撤去して新製されたボイラー、水タンク、炭庫を設置した。ボイラーの能力は、常用圧力5kg/cm2、1時間当たりの蒸発量は200kgで、全伝熱面積は14.6m2（煙管11.4m2、火室3.2m2）である。車体は全鋼製で、妻面には貫通扉が設けられ、前位側は内側に開く両開き戸、後位は片開き戸であった。乗務員室の側面には窓が1か所と片開き戸が1枚設けられた。ボイラー室の側窓は3か所（奇数側は2か所）に設けられている。給水は屋根上に設けた給水口から行い、給炭は奇数側側面上部に設けられた給炭口から行った。走行装置は（1段）リンク式の種車のままで、旧貨物室（ボイラー室）側にオフセットした車軸配置も同様である。車軸は10t長軸を使用している。全長は7,850mm、軸距は4,200mm、運転整備重量は20t、空車重量は14.60 - 15.50t、水槽容量は3m3、石炭積載量は0.5tである。
1951年3月に最初の1両が落成し、同年12月から翌1952年（昭和27年）1月にかけて4両が増備された。当初はヌ1000形と称する計画もあったようだが貨車に分類されて車掌車のヨ7000形（ヨ7000 - 7004）とされた。1952年3月にトキ900形改造の増備車が登場する際に客車（暖房車）に類別変更され、ヌ1000形に改称された。

## 第2次製作
トキ900形の改造車は、1952年に10両、1954年（昭和29年）に5両が製作されたが、1954年改造車は広島工場での改造となった。本グループはトキ900形の改造名義とはいうものの、使用されたのは連結装置ブレーキ装置程度で他は新製された。寸法的にもワフ25000形改造車と変わらないが、ボイラー室中央の側窓1枚が採光改善のため高い位置に移設された。なお、1953年（昭和28年）6月には国鉄車両称号規程改正が行われ、ヌ100形に改称された。そのため、1954年製の5両はヌ100形としての番号しか持っていない。
本形式は主に北海道で使用されたが、一部は本州の花輪線などでも使用された。1957年（昭和32年）9月には、老朽化した信越本線の横軽（碓氷峠）用のヌ600形の置換用として6両がヌ200形に改造された。その後は、北海道でも客貨分離が進み、客車にウェバスト式温風暖房装置が搭載され、気動車の導入が進んだことから余剰となり、1964年（昭和39年）に10両、1966年（昭和41年）に4両が廃車され、形式消滅した。なお、1両が苗穂工場の工作車（貨車）サ222に振り替えられている。

## ヌ200形
ヌ200形は、1957年にヌ100形の改造によって6両（ヌ200 - 205）が製作された、信越本線横軽用の暖房車である。改造は長野工場で行われ、横川機関区に配置された。ボイラーは常用圧力を6kg/cm2に高め、有数の急勾配区間である横軽で使用すると、ボイラー前部の煙管が水面から露出して危険なため、ボイラーの前部を100mm下げている。外観上では、乗務員室寄りのボイラー室側窓が拡大されて引違式となり、中央部窓の横にも固定式の小窓が追設された。
1963年に横軽に粘着式の新線が開業した後も残置されたが、1965年（昭和40年）7月に全車廃車となった。

## 番号の変遷
ヌ100 ← ヌ1000 ← ヨ7000 ← ワフ25142 (NH 1951/03)
ヌ101 ← ヌ1001 ← ヨ7001 ← ワフ25149 (NH 1951/12)
ヌ102 ← ヌ1002 ← ヨ7002 ← ワフ25197 (NH 1952/01)
ヌ103 ← ヌ1003 ← ヨ7003 ← ワフ25244 (NH 1952/01)
ヌ104 ← ヌ1004 ← ヨ7004 ← ワフ25348 (NH 1952/01)
ヌ200 ← ヌ105 ← ヌ1005 ← トキ1784 (NH 1952/03)
ヌ201 ← ヌ106 ← ヌ1006 ← トキ3429 (NH 1952/08)
ヌ202 ← ヌ107 ← ヌ1007 ← トキ2470 (NH 1952/09)
ヌ203 ← ヌ108 ← ヌ1008 ← トキ1755 (NH 1952/10)
ヌ204 ← ヌ109 ← ヌ1009 ← トキ12323 (NH 1952/10)
ヌ205 ← ヌ110 ← ヌ1010 ← トキ1546 (NH 1952/10)
ヌ111 ← ヌ1011 ← トキ12818 (NH 1952/12)
ヌ112 ← ヌ1012 ← トキ10624 (NH 1952/11)
ヌ113 ← ヌ1013 ← トキ8323 (NH 1952/09)
ヌ114 ← ヌ1014 ← トキ8131 (NH 1952/11)
ヌ115 ← トキ3803 (HS 1954/02)
ヌ116 ← トキ10716 (HS 1954/02)
ヌ117 ← トキ7158 (HS 1954/02)
ヌ118 ← トキ2228 (HS 1954/03)
ヌ119 ← トキ2698 (HS 1954/03)